# Битва під Бекулою
Би́тва під Беку́лою — битва у 208 році до н. е. під час Другої Пунічної війни між римлянами та карфагенцями. Була першою великою польовою битвою Сципіона Африканського після того, як він очолив римське військо в Іберії. Сципіон розгромив карфагенську армію під проводом молодшого брата Ганнібала, Газдрубала Барки.

## Передумови
Першою визначною подією стало захоплення головної бази Карфагена і знищення основних її зв'язків з метрополією Сципіона в результаті штурму Нового Карфагена. Але 3 карфагенські армії далі утримували Іспанію.
Далі Сципіон вирушив на «зимові квартири» в Тарракон. Деякі іберійські племена почали переходити на сторону римлян. Першим приєднався Едекон, вождь едетан, а потім вожді ілергетів Андобала і Мандоній, пізніше — ще кілька іберійських царів. Тоді Гасдрубал Барка, головнокомандувач карфагенськими військами в Іспанії, вирішив дати відбій римлянам. У разі поразки він розраховував прориватися до Італії, до брата Ганнібала.
Навесні 208 року до н. е. Сципіон вийшов з Тарракону із загонами-союзниками. Дві армії зустрілися у Бекулах (нині Байлен), 40 км на північ від Хаен.

## Битва
Сципіон атакував першим, напавши на Гасдрубала. Зліва на нього наступав Гай Лелий, праворуч — сам Сципіон. Гасдрубал вважав за краще згорнути бій і рушив до долини Тага з більшою частиною армії. Сципіон вирішив не переслідувати його через страх підходу двох інших карфагенських армій.

## Результат
Зрештою Гасдрубал зміг потрапити з Іспанії до Італії. Спроба римлян затримати була невдалою. Хоча римляни перемогли в битві, Гасдрубал зумів піти до Піренеїв з більшою частиною армії. У той же час, перемога під Бекулою відкрила Сципіону шлях до нижньої долини Гвадалквівіра. Кельтібери продовжували приєднуватися до римлян, зраджуючи карфагенян. Вожді іберів навіть проголосили Сципіона царем, але він вважав за краще титул імператора.